# Sommer-Paralympics 2008/Teilnehmer (Aserbaidschan)
| stlisierte Goldmedaille | stlisierte Silbermedaille | stlisierte Bronzemedaille |
| ----------------------- | ------------------------- | ------------------------- |
| 2                       | 3                         | 5                         |

Aserbaidschan nahm mit 20 Sportlern an den Sommer-Paralympics 2008 im chinesischen Peking teil.
Fahnenträger bei der Eröffnungsfeier war der Judoka Ilham Zakiyev. Er und der Leichtathlet Olokhan Musayev waren mit jeweils einer Goldmedaille die erfolgreichsten Athleten ihrer Mannschaft.

## Teilnehmer nach Sportarten

### Judo
Männer
- İlkin Əlişov
- Ramin Əliyev
- Ramin İbrahimov 1×  (Klasse bis 60 kg)
- Tofiq Məmmədov, 1×  (Klasse bis 90 kg)
- Natiq Novruzzadə
- Kərim Sərdərov, 1×  (Klasse bis 100 kg)
- İlham Zəkiyev, 1×  (Klasse über 100 kg)

### Leichtathletik
Männer
- Zeynəddin Bilalov, 1×  (Dreisprung, Klasse F11)
- Vüqar Mehdiyev, 1×  (200 Meter, Klasse T13)
- Elçin Muradov
- Oloxan Musayev, 1×  (Kugelstoßen, Klasse F55/56)
- Rza Osmanov, 1×  (400 Meter, Klasse T12)
- Oleq Panyutin, 1×  (Weitsprung, Klasse F12)
- Ruslan Səfərov
- Vladimir Zayets, 1×  (Dreisprung, Klasse F12)

### Powerlifting (Bankdrücken)
Männer
- Məhərrəm Əliyev
- Elşən Hüseynov
- Mehman Ramazanzad

### Schießen
Frauen
- Yelena Taranova

Männer
- Əkbər Muradov